# 埼玉県立新座高等学校
埼玉県立新座高等学校（さいたまけんりつ にいざこうとうがっこう）は、埼玉県新座市にある全日制普通科、男女共学の公立高等学校。

## 沿革
- 1973年4月 - 新座市内初の県立高校として開校

## 教育目標
- 教育基本法の精神に則り、豊かな人間性・社会性、確かな基礎学力、頑張りのきく体力・気力・我慢力を持った生徒を育成する。
- 埼玉県教育委員会より「学力向上推進校」として指定。
- 埼玉県教育委員会から「自分発見！高校生感動体験プログラム事業ステップアッププログラム」実施校 として指定。

## 特色
- 普通科で、1、2年生では、国語・数学・英語で少数人数授業を行っている。
- 3年生では、8単位の選択教科がある。
- 近年修学旅行は平和学習と、アクティビティを実施している。

## クラブ
運動部
- 野球
- サッカー
- テニス(ソフトテニス)
- 女子バレーボール
- バスケットボール（男・女）
- 剣道
- 卓球
- バドミントン
- 登山
- 陸上競技
- ダンス部・・・『春の日本高校ダンス部選手権』東日本大会において、2016年3位を受賞している。

文化部
- 吹奏楽
- 軽音楽
- 茶道・華道
- 調理
- 美術・イラスト部
- 書道
- 演劇
- 写真

## 著名な卒業生
- 鈴木亜久里 - レーシングドライバー
- 斎藤学 - 作曲家
- 後藤拓実- お笑い芸人（四千頭身）

## 交通
- 東武東上線朝霞台駅または西武池袋線ひばりヶ丘駅北口バスターミナルより西武バスひばり71系統に乗車。「新座高校」及び「池田二丁目」下車、徒歩4分